# Beckenried
Beckenried é uma comuna da Suíça, no Cantão Nidwald, com cerca de 2.959 habitantes. Estende-se por uma área de 32,95 km², de densidade populacional de 90 hab/km². Confina com as seguintes comunas: Buochs, Emmetten, Ennetbürgen, Gersau (SZ), Isenthal (UR), Oberdorf, Wolfenschiessen.
A língua oficial nesta comuna é o Alemão.